# Megarhogas theretrae
Megarhogas theretrae är en stekelart som beskrevs av Henry Lorenz Viereck 1911. Megarhogas theretrae ingår i släktet Megarhogas och familjen bracksteklar. Inga underarter finns listade i Catalogue of Life.